# Sphenometopa steinii
Sphenometopa steinii är en tvåvingeart som först beskrevs av Ignaz Rudolph Schiner 1861.  Sphenometopa steinii ingår i släktet Sphenometopa och familjen köttflugor.
Artens utbredningsområde är Kroatien. Inga underarter finns listade i Catalogue of Life.